# Crystallographic Information File

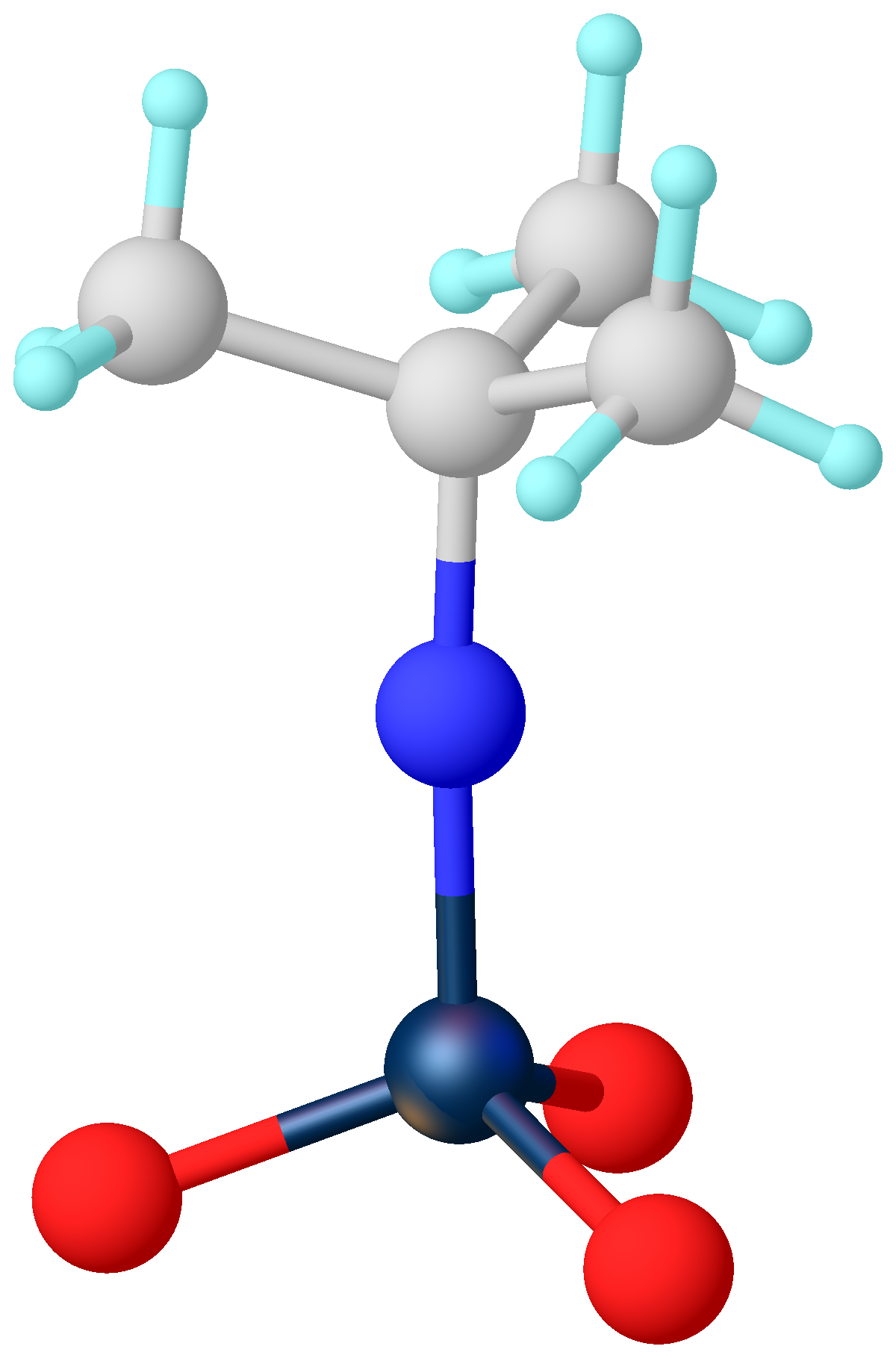
Cristallografica realizzata con CIF

Crystallographic Information File (CIF) è un formato di file di testo standard utilizzato per rappresentare l'informazione cristallografica, adottato dall'Unione Internazionale di Cristallografia (IUCr). È stato sviluppato dal gruppo di lavoro IUCr sull'informazione cristallografica con il sostegno della IUCr Commission on Crystallographic Data e della IUCr Commission on Journals. Il formato di file fu inizialmente pubblicato da Hall, Allen, e Brown e da allora è stato oggetto di revisione, la versione più recente è quella 1.1. Molti programmi per la visualizzazione delle molecole sono compatibili con questo formato, incluso Jmol.
Strettamente correlato è mmCIF, CIF macromolecolare, che si propone come una alternativa al formato di file Protein Data Bank (PDB). Strettamente correlato è anche Crystallographic Information Framework, un più vasto sistema di protocolli di scambio basato su dizionari dati e regole relazionali esprimibili in diversi formati leggibili, inclusi Crystallographic Information File e XML.